# Municipio de Huntsville (Kansas)
El municipio de Huntsville (en inglés: Huntsville Township) es un municipio ubicado en el condado de Reno en el estado estadounidense de Kansas. En el año 2010 tenía una población de 115 habitantes y una densidad poblacional de 1,22 personas por km².

## Geografía
El municipio de Huntsville se encuentra ubicado en las coordenadas 38°2′8″N 98°17′54″O / 38.03556, -98.29833. Según la Oficina del Censo de los Estados Unidos, el municipio tiene una superficie total de 93.99 km², de la cual 93,88 km² corresponden a tierra firme y (0,12 %) 0,11 km² es agua.

## Demografía
Según el censo de 2010, había 115 personas residiendo en el municipio de Huntsville. La densidad de población era de 1,22 hab./km². De los 115 habitantes, el municipio de Huntsville estaba compuesto por el 98,26 % blancos, el 0,87 % eran de otras razas y el 0,87 % eran de una mezcla de razas. Del total de la población el 1,74 % eran hispanos o latinos de cualquier raza.